# Dolomiaea denticulata
Dolomiaea denticulata là một loài thực vật có hoa trong họ Cúc. Loài này được (Ling) C.Shih mô tả khoa học đầu tiên năm 1986.